# Russell Street
Russell Street is een straat in Melbourne, Australië. De straat loopt van noord naar zuid door het zakendistrict van Melbourne en maakt deel uit van het Hoddle Grid. Het noordelijke uiteinde snijdt La Trobe Street en gaat bij Victoria Street over in Lygon Street en het zuidelijke uiteinde van Russell Street eindigt bij Flinders Street en Federation Square. De straat is vernoemd naar John Russell.

## Overzicht
Aan Collins Street en Russell Street bevindt zich St Michael's Uniting Church evenals de Scots' Church. Aan Russell Street bevindt zich ook de Staatsbibliotheek van Victoria en Old Melbourne Gaol. Op de hoek met Flinders Street bij Federation Square bevindt zich het Ian Potter Centre: NGV Australia van de National Gallery of Victoria. Hier bevindt zich ook het Forum Theatre. Aan de straat bevinden zich ook veel restaurants en een bioscoop.
Voor lange tijd bevond zich aan Russell Street ook het hoofdkwartier van de Victoria Police.

## Foto's

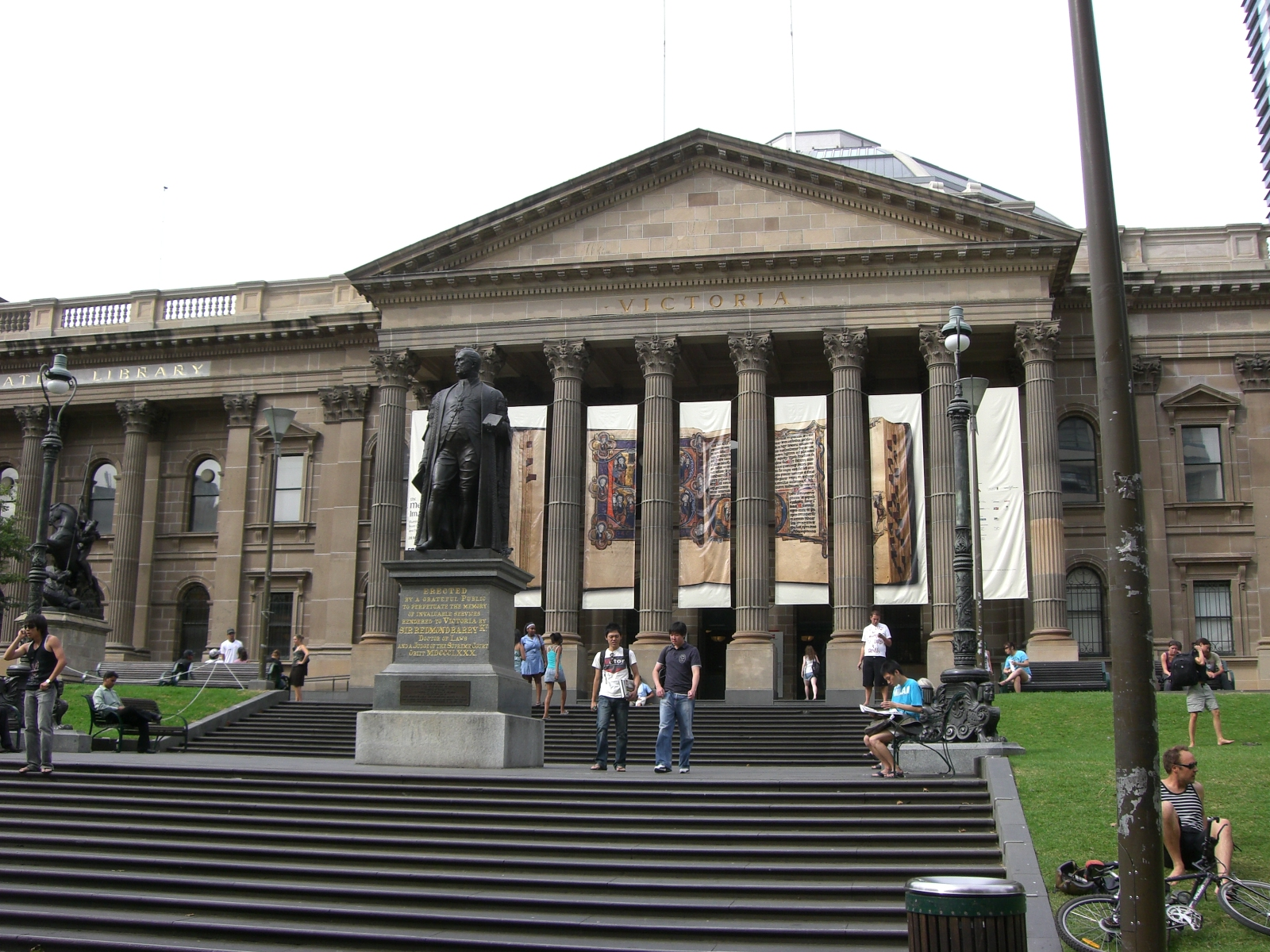
Staatsbibliotheek van Victoria.
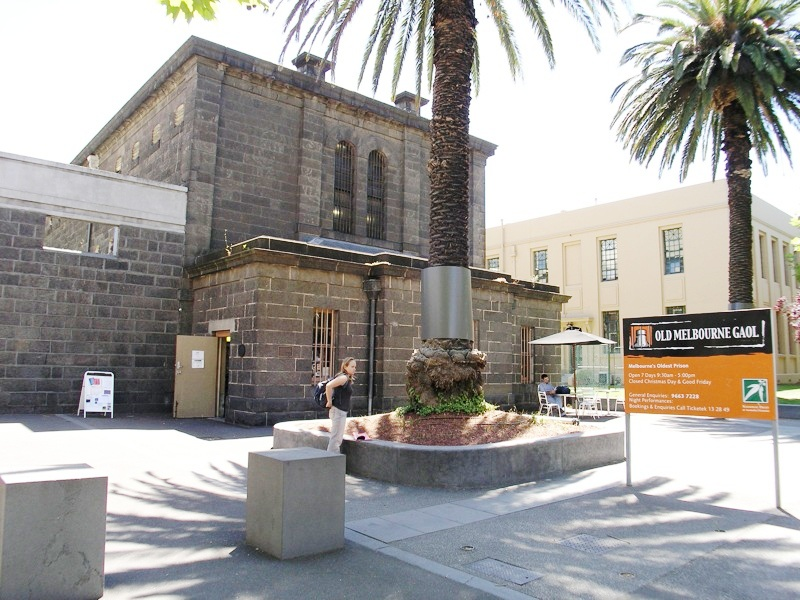
Old Melbourne Gaol.
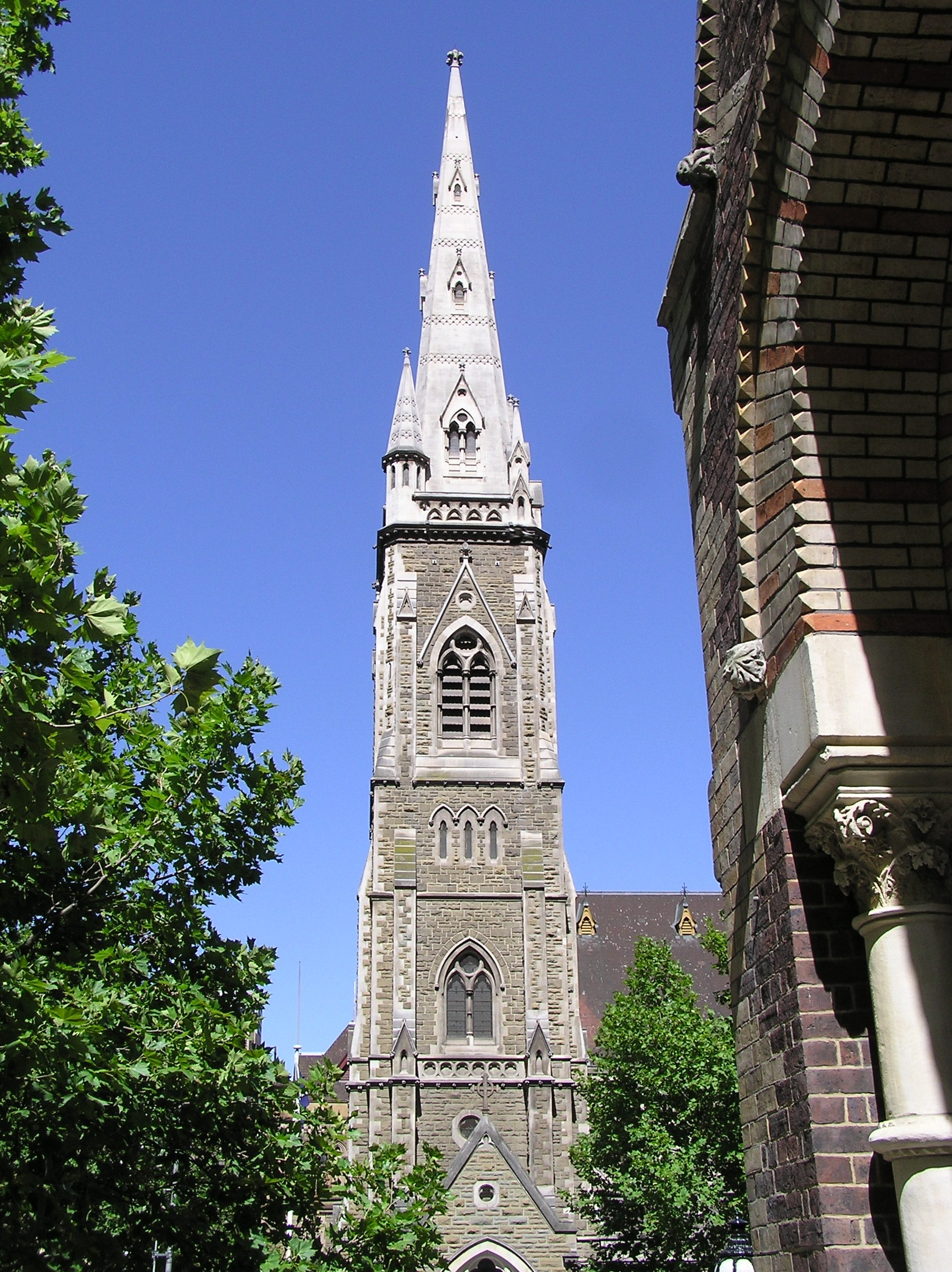
Scots' Church.
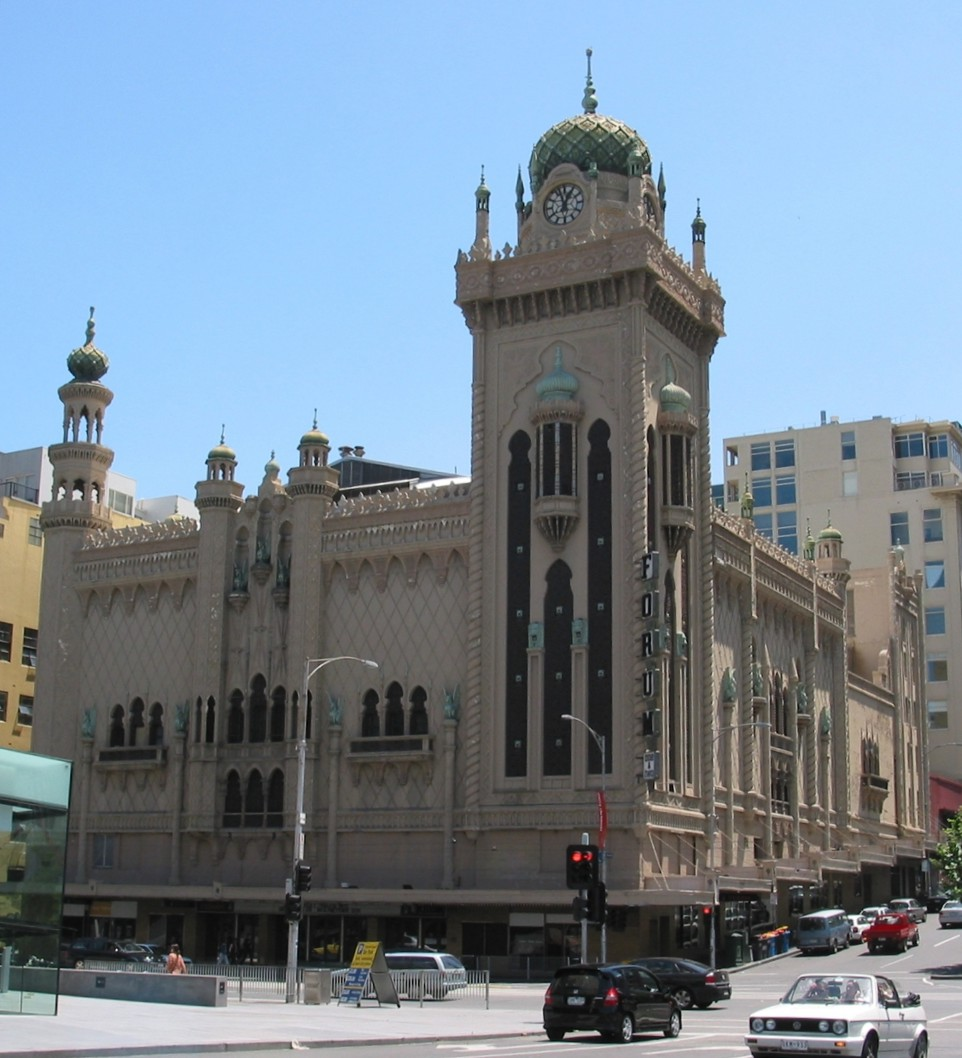
Forum Theatre.